# Mistrzostwa Świata w Snowboardzie 2007
Mistrzostwa Świata w Snowboardzie 2007 były to siódme mistrzostwa świata w snowboardzie. Odbyły się w szwajcarskiej miejscowości Arosa w dniach 14-20 stycznia 2007 r. Rozegrano 5 konkurencji męskich i 4 kobiece. 

## Wyniki

### Mężczyźni
| Konkurencja                 | Data        | Złoto            | Czas/Pkt         | Srebro          | Czas/Pkt       | Brąz          | Czas/Pkt      |
| Snowcross szczegóły         | 14 stycznia | Xavier de Le Rue | Xavier de Le Rue | Seth Wescott    | Seth Wescott   | Nate Holland  | Nate Holland  |
| Gigant Równoległy szczegóły | 16 stycznia | Rok Flander      | Rok Flander      | Philipp Schoch  | Philipp Schoch | Heinz Inniger | Heinz Inniger |
| Slalom Równoległy szczegóły | 17 stycznia | Simon Schoch     | Simon Schoch     | Philipp Schoch  | Philipp Schoch | Rok Flander   | Rok Flander   |
| Big Air szczegóły           | 19 stycznia | Mathieu Crepel   | 29,4             | Antti Autti     | 28,1           | Janne Korpi   | 21,1          |
| Half-Pipe szczegóły         | 20 stycznia | Mathieu Crepel   | 46,7             | Kazuhiro Kokubo | 46,6           | Brad Martin   | 43,3          |

### Kobiety
| Konkurencja                 | Data        | Złoto                     | Czas/Pkt                  | Srebro         | Czas/Pkt       | Brąz            | Czas/Pkt       |
| Snowcross szczegóły         | 14 stycznia | Lindsey Jacobellis        | Lindsey Jacobellis        | Sandra Frei    | Sandra Frei    | Helene Olafsen  | Helene Olafsen |
| Gigant Równoległy szczegóły | 16 stycznia | Jekatierina Tudiegieszewa | Jekatierina Tudiegieszewa | Amelie Kober   | Amelie Kober   | Fränzi Kohli    | Fränzi Kohli   |
| Slalom Równoległy szczegóły | 17 stycznia | Heidi Neururer            | Heidi Neururer            | Marion Kreiner | Marion Kreiner | Doresia Krings  | Doresia Krings |
| Half-Pipe szczegóły         | 20 stycznia | Manuela Pesko             | 43,1                      | Sōko Yamaoka   | 43,0           | Paulina Ligocka | 42,9           |

## Klasyfikacja medalowa
| Miejsce | Państwo           |   |   |   | Razem |
| ------- | ----------------- | - | - | - | ----- |
| 1.      | Francja           | 3 | 0 | 0 | 3     |
| 2.      | Szwajcaria        | 2 | 3 | 2 | 7     |
| 3.      | Austria           | 1 | 1 | 1 | 3     |
| 3.      | Stany Zjednoczone | 1 | 1 | 1 | 3     |
| 5.      | Słowenia          | 1 | 0 | 1 | 2     |
| 6.      | Rosja             | 1 | 0 | 0 | 1     |
| 7.      | Japonia           | 0 | 2 | 0 | 2     |
| 8.      | Finlandia         | 0 | 1 | 1 | 2     |
| 9.      | Niemcy            | 0 | 1 | 0 | 1     |
| 10.     | Kanada            | 0 | 0 | 1 | 1     |
| 10.     | Norwegia          | 0 | 0 | 1 | 1     |
| 10.     | Polska            | 0 | 0 | 1 | 1     |